# Cololejeunea mizutaniana
Cololejeunea mizutaniana là một loài Rêu trong họ Lejeuneaceae. Loài này được Udar & G. Srivast. mô tả khoa học đầu tiên năm 1983.